# Syzygium stictanthum
Syzygium stictanthum är en myrtenväxtart som beskrevs av Elmer Drew Merrill och Lily May Perry. Syzygium stictanthum ingår i släktet Syzygium och familjen myrtenväxter.
Artens utbredningsområde är Laos. Inga underarter finns listade i Catalogue of Life.